# Tesla Roadster (2020)
O Tesla Roadster é um carro elétrico do tipo desportivo, produzido pela Tesla, sendo previsto que a sua produção comece no final de 2020/ínicio de 2021. É a segunda geração do Tesla Roadster, sendo que a primeira geração foi produzida entre 2008 e 2012. O carro pode andar 1000 km num único carregamento das suas baterias e acelera de 0–100 km/h em 1,9 segundo.

## Preço

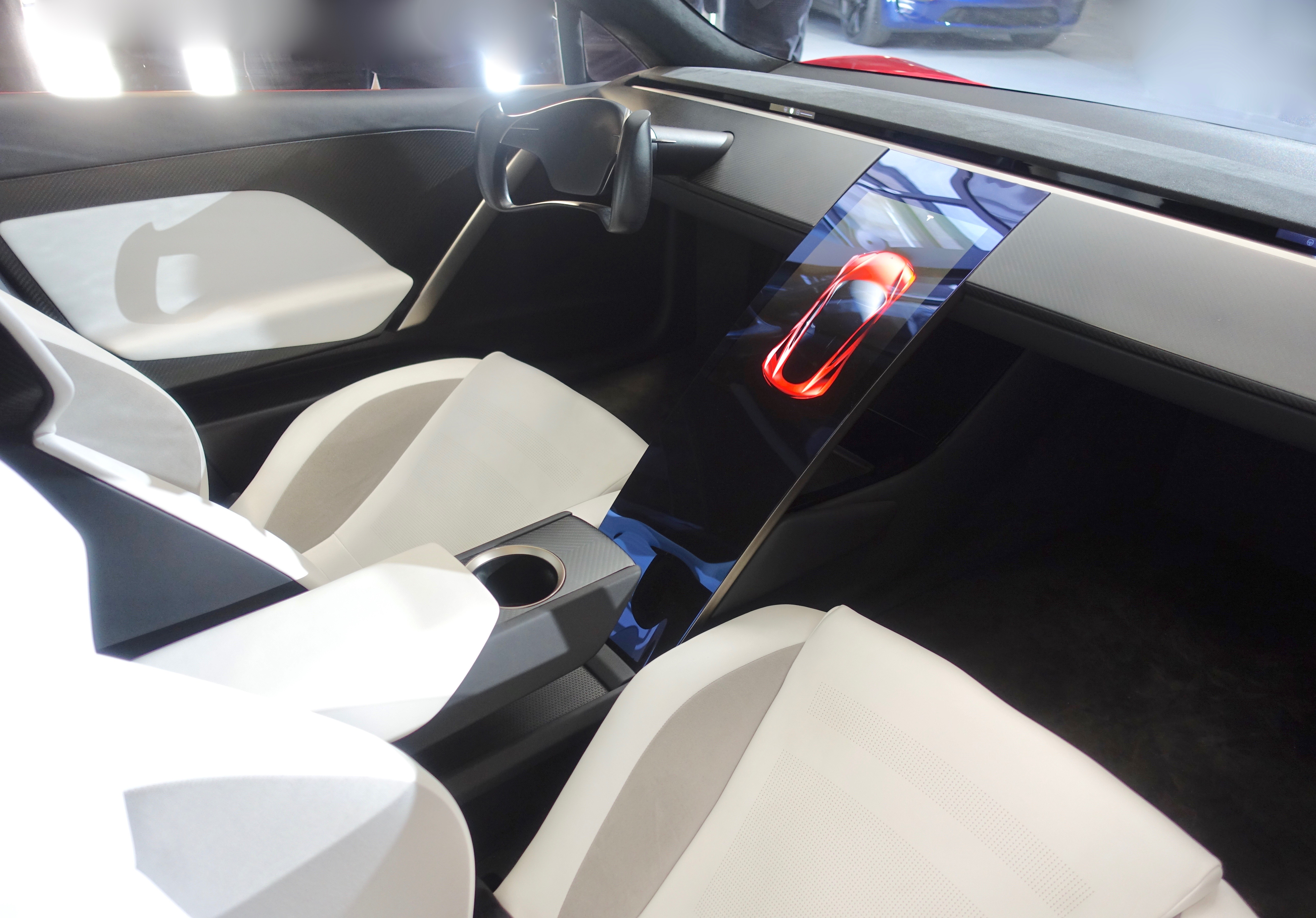
Interior da segunda geração do Tesla Roadster

É esperado que custe $200.000, mas as primeiras 1000 unidades terão um custo de $250.000. 